# Émile de Marcère
Émile de Marcère   (Domfront, 16 de març de 1828 - Messei, 26 d'abril de 1918) va ser un polític francès.
Marcère va ser diputat Assamblea Nacional des del 1871 al 1884. Entre 1876 i 1878, va ser Ministre de l'Interior, continuant unes poques setmanes en el Govern Waddington de 1879.
En 1884, Marcère va ser promogut a senador vitalici (sénateur inamovible). Va ser també alcalde de Messei de 1892 a 1912, va morir el 1918. Va ser l'últim senador supervivent de la Tercera República Francesa.